# Reichenau an der Rax
Reichenau an der Rax (česky též Rychnov na Rakousu) je městys v dolnorakouské Průmyslové čtvrti.

## Geografie
Obec s jednotlivými místními částmi leží na úpatí Rakousu v nadmořské výšce 484 až 680 m. Územím obce protékají řeky Schwarza, Preinbach a Grünstingbach.
Reichenau se nachází asi 2 km stranou od Jižní dráhy rakouských drah. Je zde společné nádraží s obcí Payerbach, z něhož v pracovní dny jezdí vlaky každou půlhodinu na Jižní nádraží Vídeň (cesta trvá přibližně hodinu a 10 minut). Jméno stanice je Payerbach-Reichenau.
Reichenau se stalo oblíbeným turistickým cílem. O letních nedělích je možné se projet vláčkem po Muzejní železnici Payerbach-Hirschschwang.
V blízkosti Rychnova leží Kaiserbrunn (Císařská studna). Odtud přichází část vodních zdrojů do Vídně. První vídeňský vodovod zde byl vystavěn v letech 1869–1873.
Koncem 18. století nastal všeobecný nedostatek palivového dříví. Dřevo bylo poraženo v oblasti Raxu a odesláno po řece Schwarze nebo dřevěnou skluzavkou, kterou je možné si ještě dnes prohlédnout.
Reichenau je ročně cílem více než 130 000 zahraničních turistů, které láká pobyt na zdravém vzduchu.
Město Vídeň v Hirschwangu provozuje jedinečnou pilu.

### Členění městysu
Městys se skládá ze šesti katastrálních území:
- Reichenau
- Hirschwang
- Edlach
- Grünsting
- Klein- und Großau
- Prein

## Dějiny

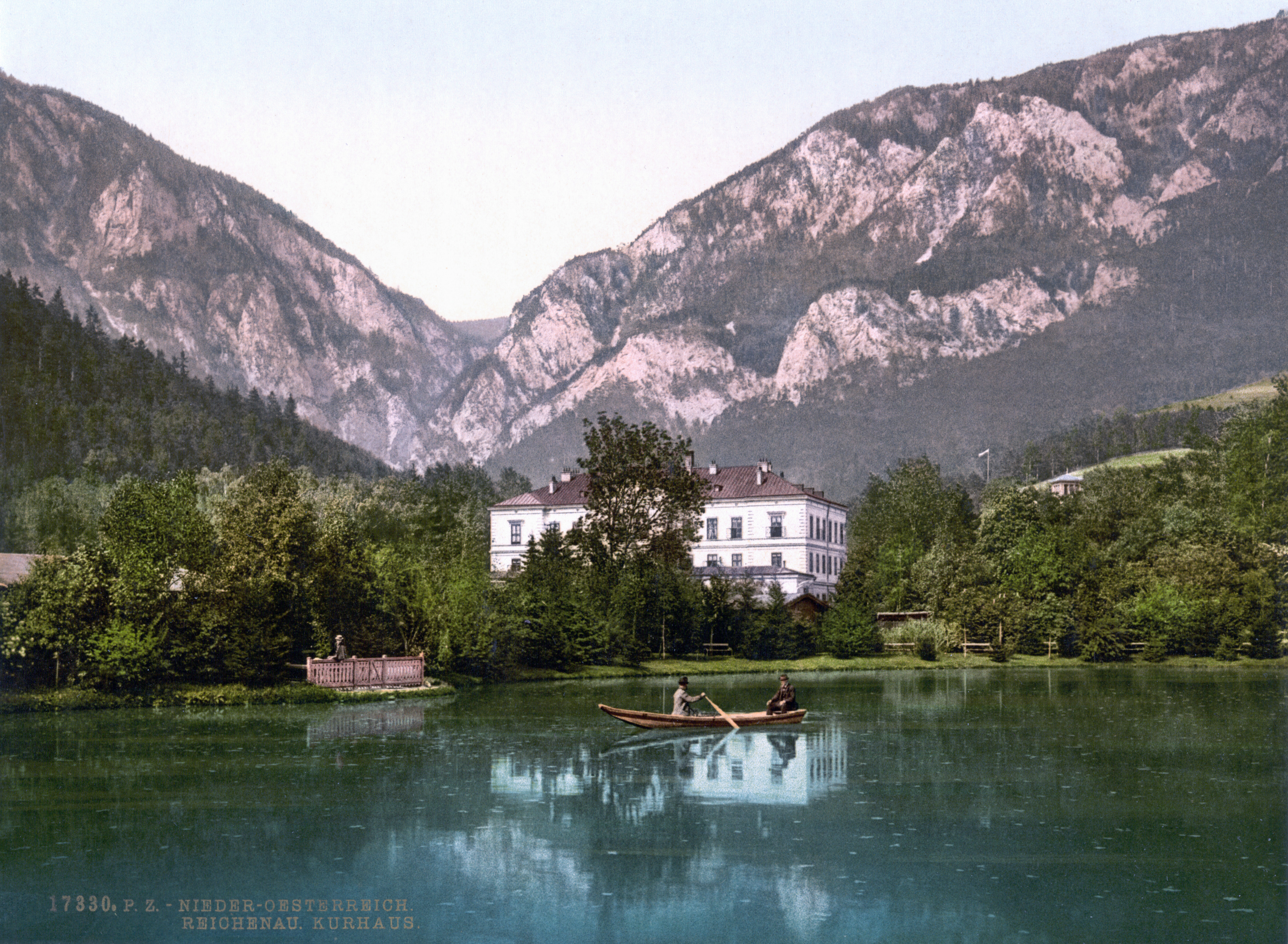
Lázeňský dům okolo roku 1900

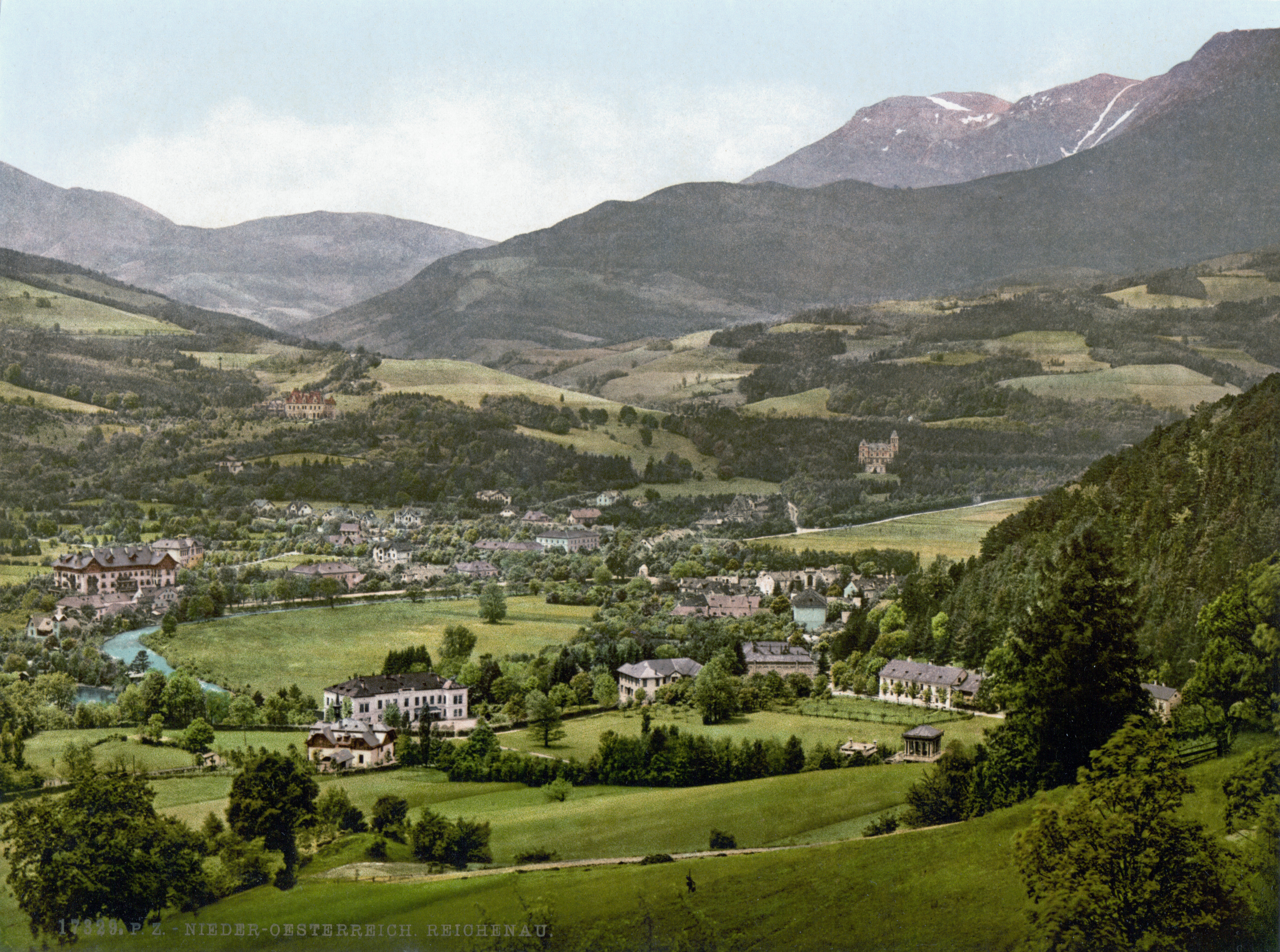
Reichenau okolo roku 1900

Místo Reichenau bylo známé především v rakousko-uherské monarchii jako luxusní lázně. Dějiny jsou také úzce spjaté s výstavbou Semmeringbahnu.

## Politika

### Starostové
- 1996 do roku 2017: Johann Ledolter (ÖVP)
- od roku 2017: Johann Döller (ÖVP)

V říjnu 2017 oznámil svůj odchod z pozice starosty Johan Ledolter. V prosinci 2017 byl zvolen jeho nástupcem Johann Döller.

## Volný čas
Reichenau je výchozím bodem mnoha pěších tras a horolezeckých výstupů na Rakous, Gahns a Kreuzberg.

## Pamětihodnosti
- Zámek Reichenau
- Zámek Rothschild
- Thalhof
- Hudební pavilon v lázeňském parku

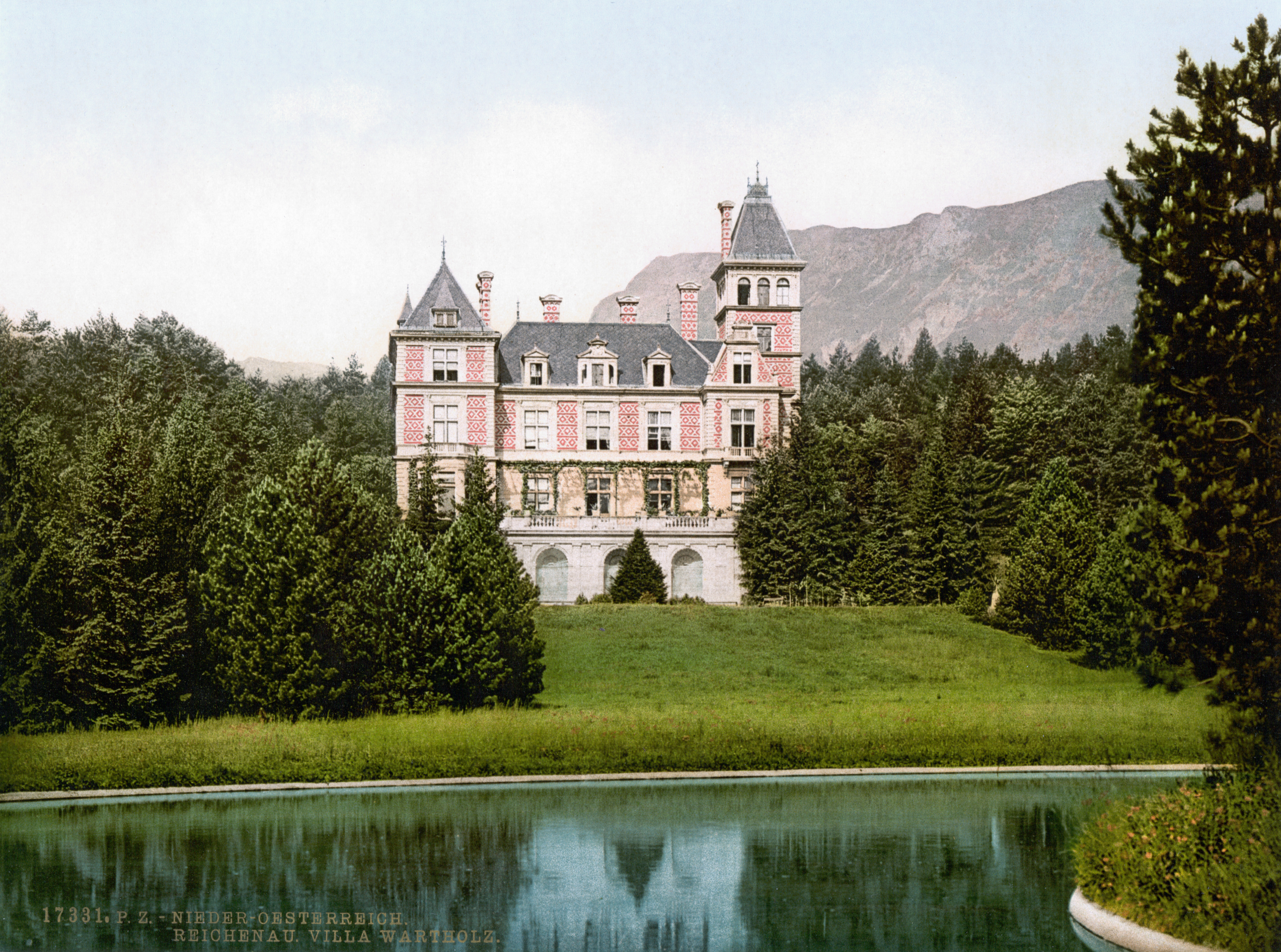
Vila Wartholz, rodný dům korunního prince Otty

- Pomník Heimito von Doderera od sochaře Kurta Ingerla (1935–1999) na Y-křižovatce silnice Grießleiten – Preiner Gscheid
- Muzejní železnice Payerbach-Hirschschwang
- Villa Wartholz, rodný dům korunního prince Otty

V roce 2003 se v zámku Reichenau konala Dolnorakouská zemská výstava na téma „Divadelní svět, světové divadlo“. V roce 2004 se konala mimořádná výstava u příležitosti výstavby Semmeringbahnu.
- Rakouský romantik Heimito von Doderer (1896–1966) zde napsal velkou část svého díla (jako např. „Die Strudlhofstiege oder Melzer und die Tiefe der Jahre“), v Riegelhofu ležícím v Preinu na Rakousu, letním bytě rodiny Dodererových (dnes Stummerových). V mnoha místech jeho práce můžeme vystopovat odraz skutečné krajiny v okolí Rychnova a Prein.
- 20. listopadu 1912 se ve vile Warthloz v Rychnově na Rakousu narodil Otto von Habsburg, nejstarší syn posledního rakouského císaře Karla I.